# ساموراي شوداون 64
ساموراي شوداون 64 (باليابانية: SAMURAI SPIRITS ～侍魂)، هي لعبة فيديو يابانية من نوع لعبة قتال، وهي من تطوير ونشر شركة إس إن كي سنة 1997، وتعمل حصراً على جهاز الآركيد.